# مجموعة السياحة البديلة (فلسطين)
مجموعة السياحة البديلة هي منظمة غير حكومية فلسطينية متخصصة في الجولات والحج تتضمن اختبارات نقدية لتاريخ الأرض المقدسة وثقافتها وسياستها. يقع مقر المنظمة التي تأسست عام 1995، من قبل جمال سلامة، ماجد نصار، رفعت عودة قسيس، غسان أنضوني وإلياس رشماوي. في بيت ساحور (بالقرب من بيت لحم).
تعمل المجموعة وفقًا لمبادئ «السياحة العادلة» وهي السياحة التي تتمثل أهدافها الرئيسية في خلق الفرص الاقتصادية للمجتمع المحلي، والتبادل الثقافي الإيجابي بين المضيف والسائح من خلال التفاعل الفردي وحماية البيئة والتعليم السياسي / التاريخي. تعمل المجموعة على تشجيع جميع مشغلي السياحة على التخلي عن السياحة التقليدية الجماعية وتبني ممارسات تؤثر إيجابياً على السكان المضيفين في فلسطين - وليس المحتلين. من خلال هذه الأساليب، تسعى المنظمة إلى تعزيز صورة إيجابية عن فلسطين وشعبها والمساهمة في إقامة سلام عادل في المنطقة.
منذ تأسيسها، قدمت المنظمة خدماتها لآلاف الأشخاص من جميع أنحاء العالم.